# Huaral
Huaral es una ciudad peruana, capital del distrito y de la provincia homónimos, ubicada en el departamento de Lima. Se encuentra a 188 m. s. n. m. y está situada en el margen derecho del valle del río Chancay, en la costa central del país. Es también conocida como la "Capital de la agricultura", por su gran producción de productos agrícolas de panllevar y "Despensa de Lima" por la abundante producción de los valles que la rodean.
Se encuentra a 80 km al norte de la ciudad de Lima y a 11 km al noreste del puerto de Chancay y del océano Pacífico; contaba con una población de 99 915 habitantes para el año 2017.
Fue fundada el 21 de marzo de 1551 mediante una orden real, siendo el virrey don Antonio de Mendoza y Pacheco, como un asiento de naturales bajo la advocación de San Juan Bautista en reemplazo de la población prehispánica llamada Guaral Viejo o San Juan de Guaral, conformada por ayllus dispersos como Guaril, Huando, Jecuán, Huacapuquio, Huayán, Cuyo, entre otros.
Es conocida también por su gastronomía local, destacándose el Chancho al Palo y otros platillos que se disfrutan en varios restaurantes, que se encuentran en distintas zonas de la ciudad. 

## Toponimia
Según el historiador Jesús Elías Ipince el nombre de la ciudad proviene del cacique Martín Guaral Paico, basado en escritura de fecha de 19 de agosto de 1567, a mediados del siglo XVI. De lo que se desprende, Guaral habría derivado posteriormente en Huaral.

«Existe una escritura de fecha 19 de agosto de 1567, que trata del cacique y fundador don Martín Guaral Paico, de los indios principales Juan Cancha y Domingo Jullca Paico, de cuatro fanegadas de tierras u huertas que don Santiago Pérez, mayordomo del capitán encomendero, don Jerónimo de Aliaga, compró para este, advirtiéndose que el cacique principal llevaba por apellido el nombre con que fue fundado el pueblo o asiento de indios…».
Jesús Elías Ipince, 1567

Y en base de ese testimonio, el Dr. Ipince expresa, que el cacique don Martín Guaral Paico fue el fundador del pueblo, apoyándose en las siguientes razones: que don Martin Guaral Paico, era el cacique principal del pueblo, con mando político y administrativo; que poseía tierras en dicha localidad, encomienda del capitán español don Jerónimo de Aliaga; que llevaba por apellido el nombre que fue fundado el pueblo; y que entre la fundación de Huaral (1551) y la fecha que fue registrada la escritura por el Escribano Público (1567), sólo había una diferencia de 16 años.
Cabe mencionar también a la otra hipótesis del arqueólogo Julio C. Tello, quien visitó Huaral, con motivos de realizar investigaciones arqueológicas. Tello afirma que el nombre de Huaral proviene de la corrupción de los vocablos aimaras huaralí, huararo, huararí o huallalí.

## Símbolos de la ciudad

### Bandera
El estandarte de la capital de la agricultura formada con un lienzo de seda color amarillo; mientras que, en el centro se ubica el escudo de armas de la ciudad bordado. La bandera huaralina es utilizada e izada junto al Pabellón Nacional del Perú, para ciertas actividades políticas en la plaza de Armas de la ciudad, tales como ceremonias y desfiles escolares, Fiestas Patrias, aniversario del distrito y provincia de Huaral, entre otros eventos.

### Escudo
La Municipalidad Provincial de Huaral aprobó el diseño y la figura del escudo, no se define la fecha exacta en la que la Municipalidad la ratificó; pero si se da a conocer las representaciones que se encuentran dentro y fuera del campo del escudo.
Este heráldico escudo se asemeja un poco al escudo de Lima, pese a que la ciudad vendría a ser una de las despensas suyas por tener una gran producción de frutas, tanto regional como local. 

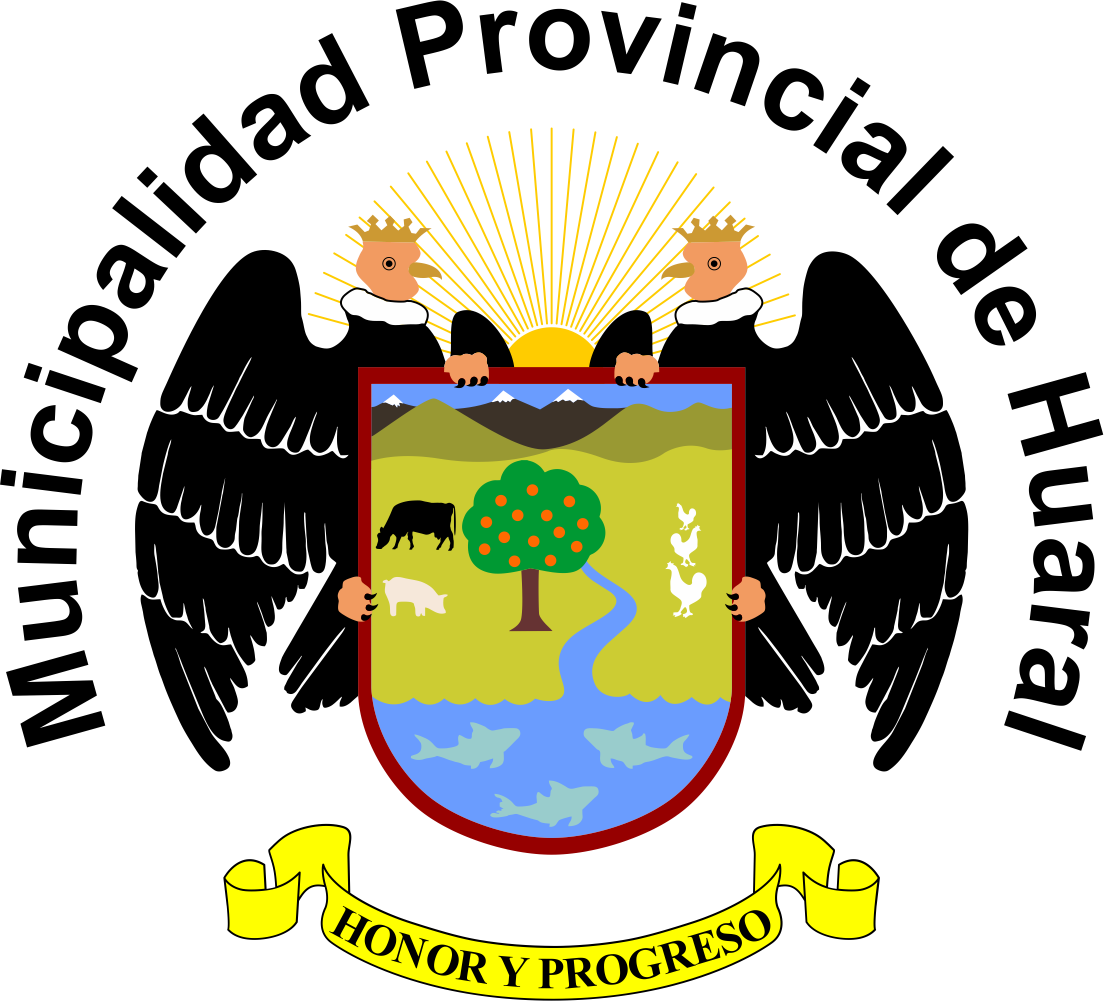
Escudo de Armas de la ciudad de Huaral.

En la parte superior, dos cóndores coronadas en oro, que se miran la una a la otra y sujetan el escudo con sus patas, representan nuestras aves andinas y se observa respeto y humildad en la expresión de dichas aves. En la parte céntrica de la figura, formado por un campo, se puede apreciar un ecosistema, tanto terrestre como acuático. Se puede apreciar unos montes, representando la región andina de la provincia; también se aprecia a la izquierda un bovino y un cerdo, a la derecha tres gallos y un árbol en el centro; adyacente se observa el valle formando el río Chancay, representando la economía y producción agrícola. Por último, debajo del escudo, un hermoso lema en una cinta en pliegues: "Honor y Progreso".

### Himno
La Municipalidad Provincial de Huaral pone a disposición de la población el himno titulado "Adelante Huaralino", aprobado por resolución de alcaldía número 435-2002-MPH, la cual se mantiene vigente. La letra y la Música fue fundado por el autor Melchor Cárdenas Vásquez en 2002. Además, el himno titulado "Huaral de Mis Amores", es el himno más conocido, entonado y querido por toda la población huaralina, que también se mantiene vigente, cuya letra fue compuesta por Don Aníbal Salvador Rojas.

## Historia

### Imperio Chimú
La ciudad de Huaral fue parte del Imperio Chimú o Reino Chimú en su máxima expansión que llegó a durar desde los 1000 a 1470 años.

### Época prehispánica
El valle de Chancay debió ser una de las zonas recorridas por los cazadores-recolectores del Periodo Lítico Andino, que mudaban su residencia de acuerdo a las estaciones, bajando hasta la costa. Las lomas costeñas como las de Lachay serían ocupadas temporalmente durante la estación en las que ellas prosperan una vegetación y fauna propia, sustentadas por la humedad proveniente del océano.
De la época del Formativo Inferior (900-500 a. C.) son los grandes centros ceremoniales o Templos en «u», llamados así por su forma característica: cada uno de ellos está formado por tres pirámides, una principal (generalmente la más elevada) flanqueada por otras dos pirámides alargadas y menos elevadas, que le da la forma de la letra U; el conjunto encierra una plaza amplia. De esta singular construcción, característica de la cultura chavín y arraigada en la costa central peruana, pueden verse aún restos a lo largo del valle de Chancay, en los yacimientos de San Jacinto, Grupo B, San Ignacio, Miraflores y Cuyo. El de San Jacinto es de dimensiones gigantescas, ocupando 30 hectáreas, con una anchura de 500 m y una longitud de 300 m.
Del Intermedio Temprano son los sitios arqueológicos de Baños de Boza y Miramar, con restos de arquitectura monumental y de la tradición cerámica Blanco sobre Rojo (200 a. C.-200 d. C.). En los siglos siguientes (200 al 400 de nuestra era) se hizo presente en la zona la influencia de la Cultura Lima.
Del Horizonte Medio (600-1200 de la era cristiana) destacan diversos estilos de cerámica: uno de ellos es el llamado Teatino, identificado por Julio C. Tello en la quebrada de ese nombre, cercana a Lachay, caracterizada por su simplicidad, su monocromía negruzca y su decoración con motivos incisos simples. Otro es el estilo tricolor-geométrico (Blanco-Negro-Rojo), cercano al estilo Tiahuanaco-Huari y por lo general representado por cántaros ovoides con asas laterales, que ostentan alguna pequeña figura escultórica.
Y ya en el Intermedio Tardío (1200 a 1450 de la era cristiana) florece la clásica Cultura chancay que se desarrolla en los valles de Chancay y Huaura. Los hallazgos funerarios en las necrópolis de Ancón y Zepita evidencian una zona de influencias que llegó hasta el cauce norte del valle del Chillón, al sur.

### Época Colonial y Virreinal

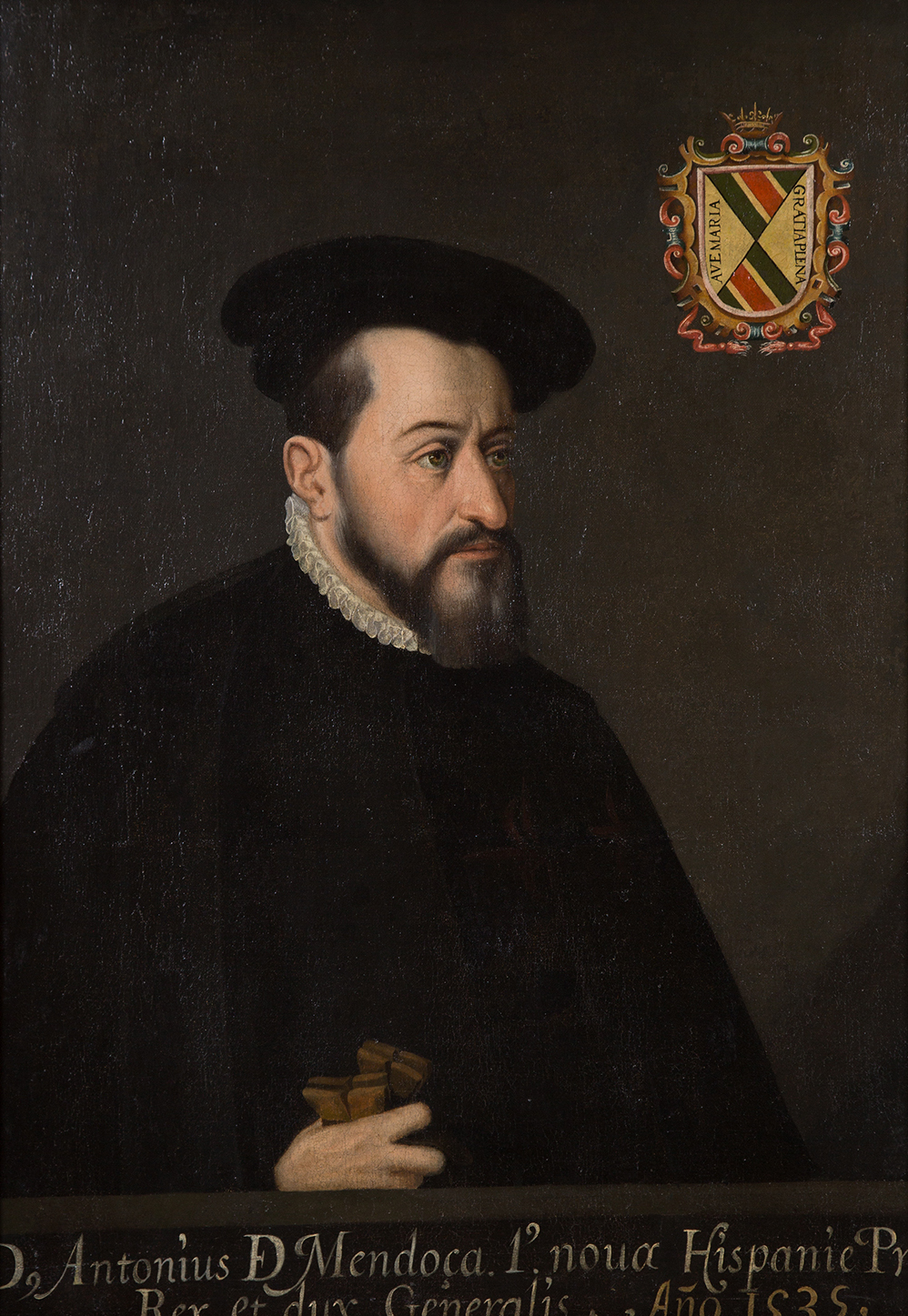
El segundo virrey del Perú, Antonio de Mendoza, fundó Huaral el 21 de marzo de 1551 como "Asentamiento de Indias". En aquella época, el nombre de la ciudad era "San Juan de Guaral".

A la llegada de los españoles en el siglo XVI, el actual territorio de la provincia de Huaral contaba con una densa población nativa, pero luego sobrevino la catástrofe demográfica. La villa de Huaral (hoy ciudad de Huaral) fue fundada el 21 de marzo de 1551 por una orden del virrey Antonio de Mendoza y Pacheco, cerca de la costa, bajo la advocación del apóstol San Juan, en reemplazo de la población prehispánica llamada Guaral Viejo o San Juan de Guaral, conformada por ayllus dispersos como Guaril, Huando, Jecuán, Huacapuquio, Huayán, Cuyo, entre otros; por el número de ayllus que existían se infiere que su población fue muy numerosa; incentivada por la fertilidad de sus tierras abundancia de agua, leña, pasto y la bondad de su clima. Esta ordenanza de fundación colonial disponía que los aborígenes fuesen reducidos a pueblos y ciudades; por ello, los ayllus desparramados que habían en la margen derecha del río Chancay, fueron reunidos en Huaral Nuevo. Sobre el particular, el considerando de la ley del Consejo de Indias rezaba así:

[…] Los indios fueran reducidos a pueblos y no viviesen divididos y separados por las sierras y montes, privándose de todo beneficio espiritual y corporal.

En 1570 llegaron a esta localidad el Licenciado Juan Martínez de Rengifo y el Fray Bartolomé Martínez, visitadores civil y religioso, nombrados por el Virrey don Francisco de Toledo y cumpliendo sus instrucciones, para llenar los fines de la nueva refundación para que sean mejorar adoctrinados y mantenidos en justicia y tengan sus repúblicas (ciudades) fundadas y se gobiernen entre sí, dándoles ordenanzas y maneras de vivir. En dicho año se estableció el Cabildo de Indios de Huaral, con su Alcalde de Naturales - a los 19 años de su fundación - apunta Ipince.

"Huaral estuvo densamente poblada desde la época prehispánica y fue fundada por los españoles, bajo el patronazgo de San Juan, el año 1551".
Dr. Alberto Tauro del Pino

El progreso de la villa de Huaral fue muy lento. Cuando el arzobispo de Lima, Santo Toribio de Mogrovejo, la visitó en 1593, su población solo ascendía a 290 indios tributarios. En cambio, Chancay prosperó debido a la fecundidad de su valle y a la labor de hidalgos y jesuitas que administraron haciendas y fundos. A finales del siglo XVI, proveía a Lima de «buen vino», trigo y maíz, «melones de los buenos del mundo», manteca de cerdo y otros «mantenimientos».

### Época Republicana

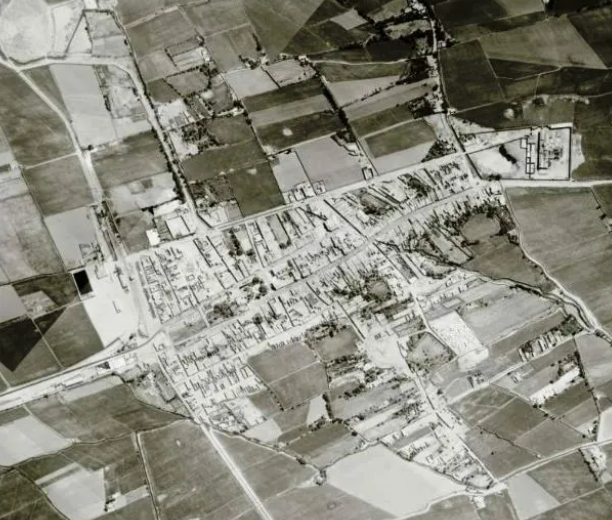
Fotografía aérea del área urbana de Huaral en 1945 por el Servicio Aerofotográfico Nacional.

Por su riqueza en «mantenimientos» y la simpatía de su población a la causa independentista, los patriotas eligieron a Chancay como el lugar adecuado para establecer los acantonamientos del Ejército libertador que arribó al Perú bajo el mando del general José de San Martín (1820).
Por el Estatuto y Reglamento Provisional, dictado por San Martín el 12 de febrero de 1821, se creó la provincia de Chancay, que formaba parte del departamento de la Costa (luego llamado departamento de Lima). Tanto el puerto de Chancay como la ciudad de Huaral formaban parte de dicha provincia.
Dentro de la jurisdicción de la provincia de Chancay fue creado el distrito de Chancay, por ley del 2 de enero de 1857 del gobierno del mariscal Ramón Castilla, sede también de la capital provincial. Huaral quedó anexado a dicho distrito. Durante la época republicana, el valle de Chancay continuó siendo un centro de producción agrícola, dividida en haciendas administradas por terratenientes. Para las labores del campo se importó mano de obra china y luego japonesa. Según el censo de 1876, Chancay contaba con 1825 habitantes, mientras que Huaral, solo con 535. Huaral era apenas una estación de ferrocarril, construida desde la hacienda Palpa hasta el puerto de Chancay para el traslado de caña de azúcar al mercado internacional. El crecimiento de Chancay y Huaral era lento y sus haciendas vivían aisladas de la economía nacional pues toda su producción, caña y algodón, se orientaban a la exportación.
De acuerdo a la ley de 1976, la provincia de Huaral se constituía a base de los siguientes distritos, segregados de las provincias de Chancay y Canta:
- De Chancay: Huaral, Chancay, Aucallama e Ihuarí.
- De Canta: Lampián, 27 de Noviembre y Pacaraos, en la margen izquierda del alto valle de Chancay; y San Miguel de Atavillos, Atavillos Bajo, Sumbilca y Santa Cruz de Andamarca, en la margen derecha del mismo.

En cuanto a la provincia de Chancay, sufrió otra segregación de su territorio, esta vez por el lado norte, que dio origen en 1984 a la provincia de Barranca. En 1988 la provincia de Chancay cambió su nombre por la de provincia de Huaura.

### SigloXX
A partir del siglo XX, Huaral continuó desarrollándose como un centro importante para la agricultura, especialmente para la producción de frutas y hortalizas. La ciudad también experimentó un crecimiento urbano y demográfico, convirtiéndose en un importante núcleo regional.
En las últimas décadas, Huaral ha ganado popularidad como destino turístico, especialmente por su gastronomía local, como el famoso «Chancho al palo».

## Turismo

### Eco Truly Park

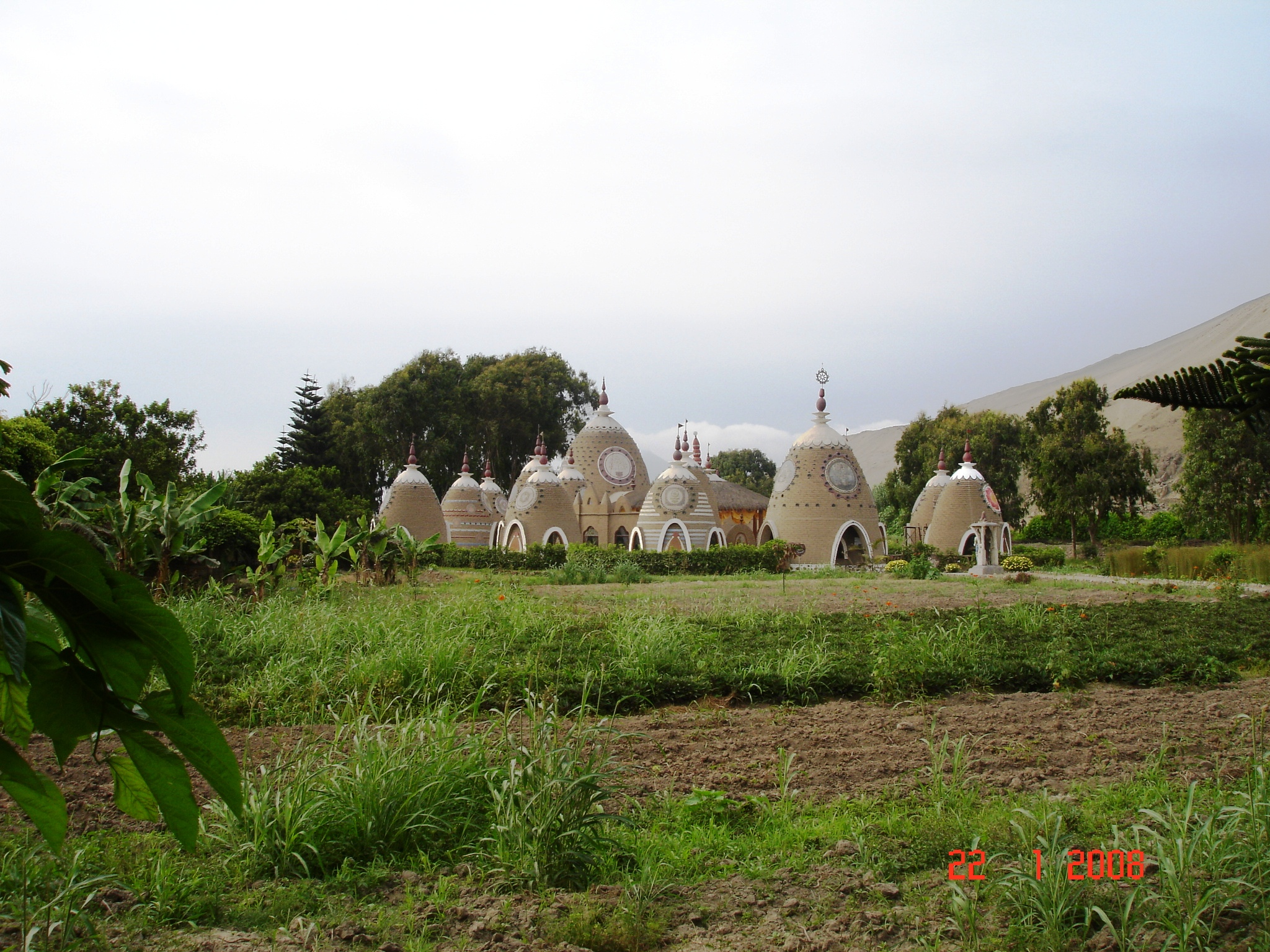
Vista de Eco Truly Park en Chacra y Mar.

Eco Truly Park, ubicado en Chacra y Mar, en el kilómetro 75 de la Panamericana norte, casi al final de la carretera de la Variante de Pasamayo. Es un refugio espiritual en Huaral donde la naturaleza y la armonía se entrelazan. Desde sus construcciones de barro “trulys” hasta su alimentación vegetariana y actividades como yoga y talleres de arte, este lugar ofrece una experiencia única de paz y conexión con uno mismo.

### Playas
La provincia de Huaral Posee playas como La conocida Playa Chorrillos, uno de los principales atractivos turísticos y recreativos de la provincia, también están acreditadas las playas Chacra y Mar, Peñón, Chacra y Mar, y el Puerto de Chancay.

### Plaza de Armas
La Plaza de Armas de Huaral se encuentra dentro de la ciudad; es el centro y sede de eventos, acontecimientos, actividades políticas, sociales, culturales y de esparcimiento de la ciudad. Se atribuye a Luís Paulet Romero, alcalde de Huaral en 1896. 
La plaza cuenta con jardines, palmeras, mobiliarios urbanos y en el centro de la plaza, una pileta con un muro alegórico, la cual se puede observar las ilustraciones de la antigua población de la ciudad.  

### Rúpac

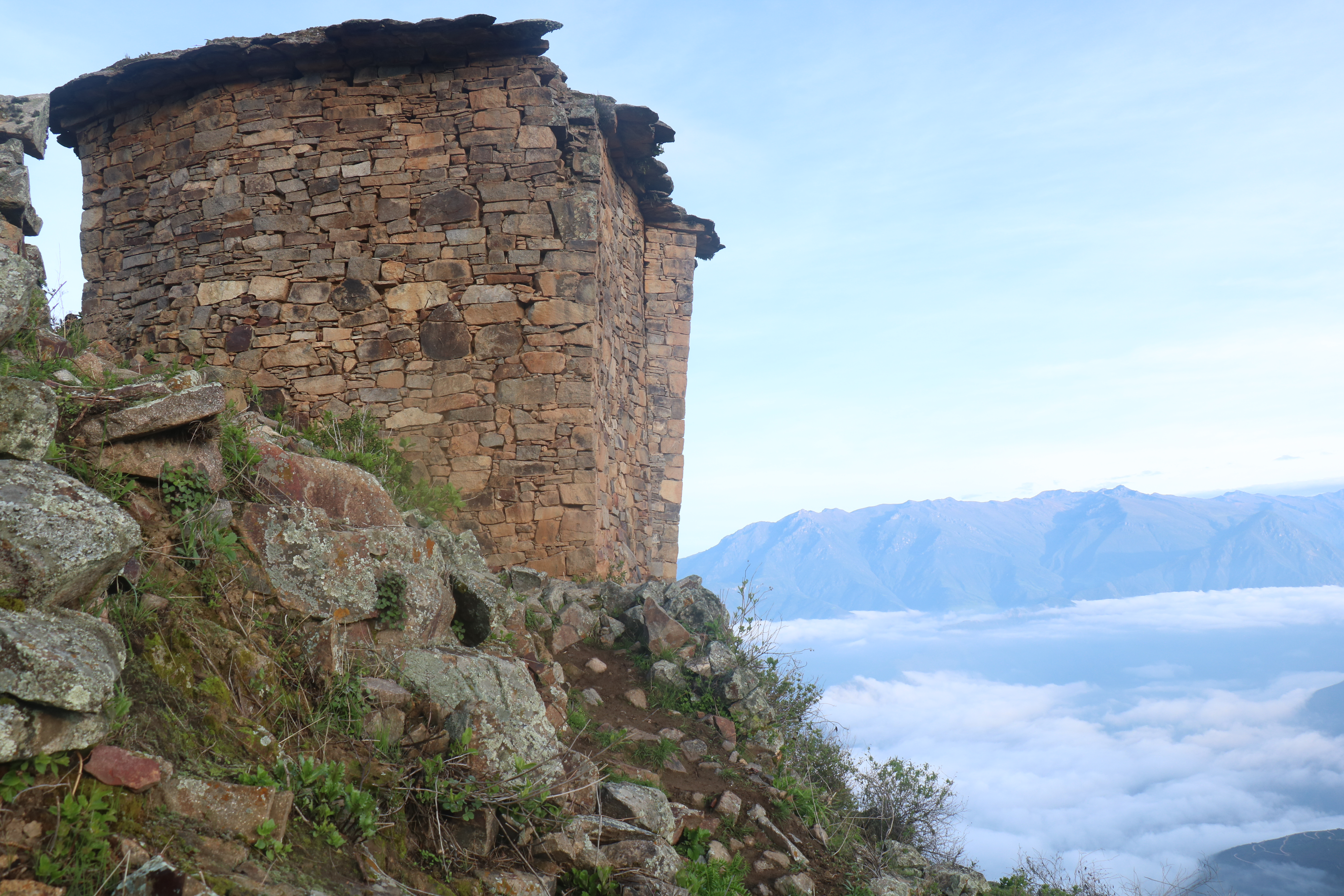
Sitio Arqueológico Rúpac en el Distrito de Atavillos Bajo

El sitio arqueológico Rúpac o Rúpak, que en algunas ocasiones es denominado como el "Machu Picchu limeño"; se encuentra situado en el distrito de Atavillos Bajo, dentro de la provincia de Huaral, a 145 km de la ciudad de Lima; se encuentra cerca de los pueblos San Salvador de Pampas y La Florida.Fue declarado Patrimonio Cultural de la Nación mediante Resolución Directoral Nacional N.º 283/INC en el año 1999.
El Complejo Arqueológico Rúpac fue construido por los Atavillos, era una de las culturas preincas más importantes de la provincia de Lima. Su fin era el crear un sistema de defensa desde las alturas, por lo que dominaron las cimas de las montañas que van desde los 3,500 a los 3,800 m. s. n. m

### Hacienda Huando
La antigua casa o hacienda ubicada en Huando; es una antigua hacienda peruana, ubicada en el valle de Huaral a 8 km al este de la ciudad de Chancay. Fue propiedad de la familia Graña que la utilizaron como explotación frutera, destacando la naranja Huando.

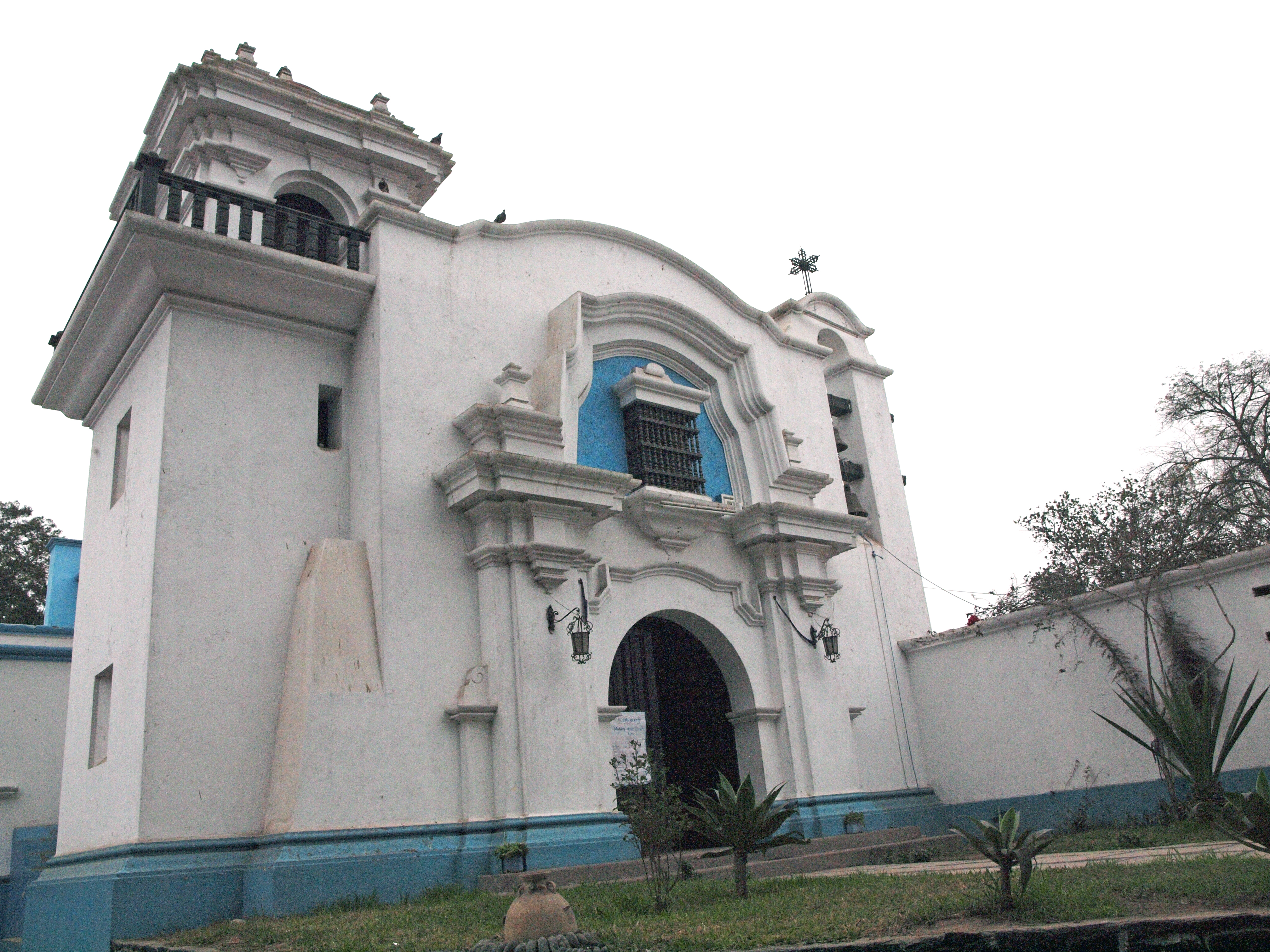
Capilla de la Virgen de la Inmaculada Concepción, parte de la Casa Hacienda Huando, centro neurálgico de la hacienda.

El terreno total de la hacienda era de unas 1.479 hectáreas. La tierra se dividía en un porcentaje de 70% para el cultivo de naranja Huando, un 20% de tierra de panllevar, y un 10% destinado a pastizales, ya que además de terreno agrario en las instalaciones se criaban caballos de paso y toros de lidia, y también gallos de pelea.
Además de las extensas tierras de cultivo, en el lugar se encuentra la Casa Hacienda Huando, que data de 1939, que se compone de la capilla de la Virgen Inmaculada Concepción de estilo barroco colonial con su entrada custodiada por dos leones de mármol, y la casa principal donde habitaba la familia propietaria. También tiene una piscina y un ficus de más de 200 años.
La casa, aunque abandonada y en parte derruida, sirve de atractivo turístico para la región.

### Castillo de Chancay
También denominado como el castillo de los Boggio, situada en la provincia de Huaral; es un castillo de estilo medieval, cuya construcción se dio entre las décadas de 1920 y 1930, sobre un acantilado rocoso en las playas de Chancay.
Su creadora fue Consuelo Amat y León Rolando, dama nacida en Lima a fines del siglo XIX y bisnieta del virrey Manuel de Amat y Junyent, el mismo que se hizo célebre por sus amoríos con Micaela Villegas, conocida como “La Perricholi”.

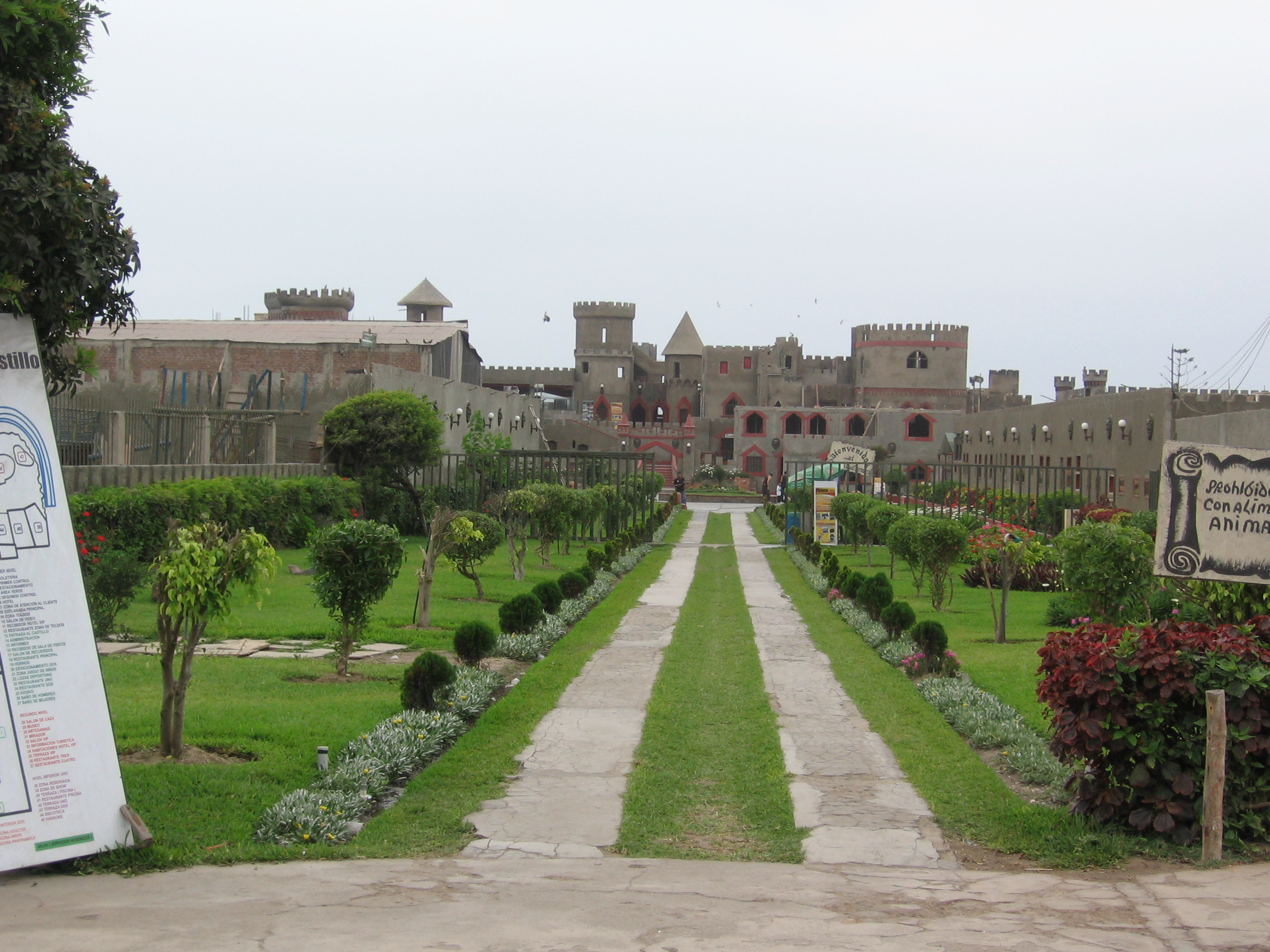
Fachada del Castillo de Chancay

Consuelo se casó en 1915 con Rómulo Boggio Klauer, propietario del fundo La Calera, al norte de Chancay. De esa unión tuvo seis hijos. Sin embargo, al fallecer repentinamente su esposo, quedó sin herencia, por lo que viajó a Europa para estudiar, convirtiéndose en una mujer polifacética: arquitecta, matemática, poetisa, escritora y abogada. Cuando regresó al Perú construyó en Chancay el Hotel Villa Madre Perla, para acoger a los visitantes que venían a veranear desde Lima. Su gran visión empresarial la empujó a construir en un acantilado rocoso lo que es ahora el Castillo de Chancay. Ella misma diseñó los planos y contrató 30 albañiles, quienes tuvieron que preparar aquella zona rocosa a punta de cincel y comba. Su construcción se realizó de 1924 a 1935. Inicialmente, contaba con 250 habitaciones, tenía cuatro niveles y lo conformaban terrazas, torreones, miradores, escalinatas y pasadizos orientados hacia el mar. Era entonces conocido como el Castillo de la familia Boggio.
Tras permanecer abandonado por casi tres décadas, Juan Barreto Boggio, nieto de Consuelo, tomó a su cargo la remodelación del castillo, de acuerdo a los planos ideados por su abuela y procurando conservar su estilo medieval. Ya por entonces era conocido como el Castillo de Chancay, en torno al cual corrían las más variadas leyendas. Actualmente es uno de los más importantes atractivos turísticos de Chancay, con una infraestructura de aproximadamente 15.000 m² dedicada al alojamiento y la recreación.

### Lomas de Lachay
Este ecosistema es una muestra representativa de las lomas con una vegetación que se encuentra únicamente en el Perú y en el norte de Chile. Preserva una rica flora y fauna con numerosas especies endémicas. También constituye una importante área de esparcimiento para los habitantes de Lima y de las localidades vecinas, que a menudo han puesto en peligro su conservación y buen desarrollo.

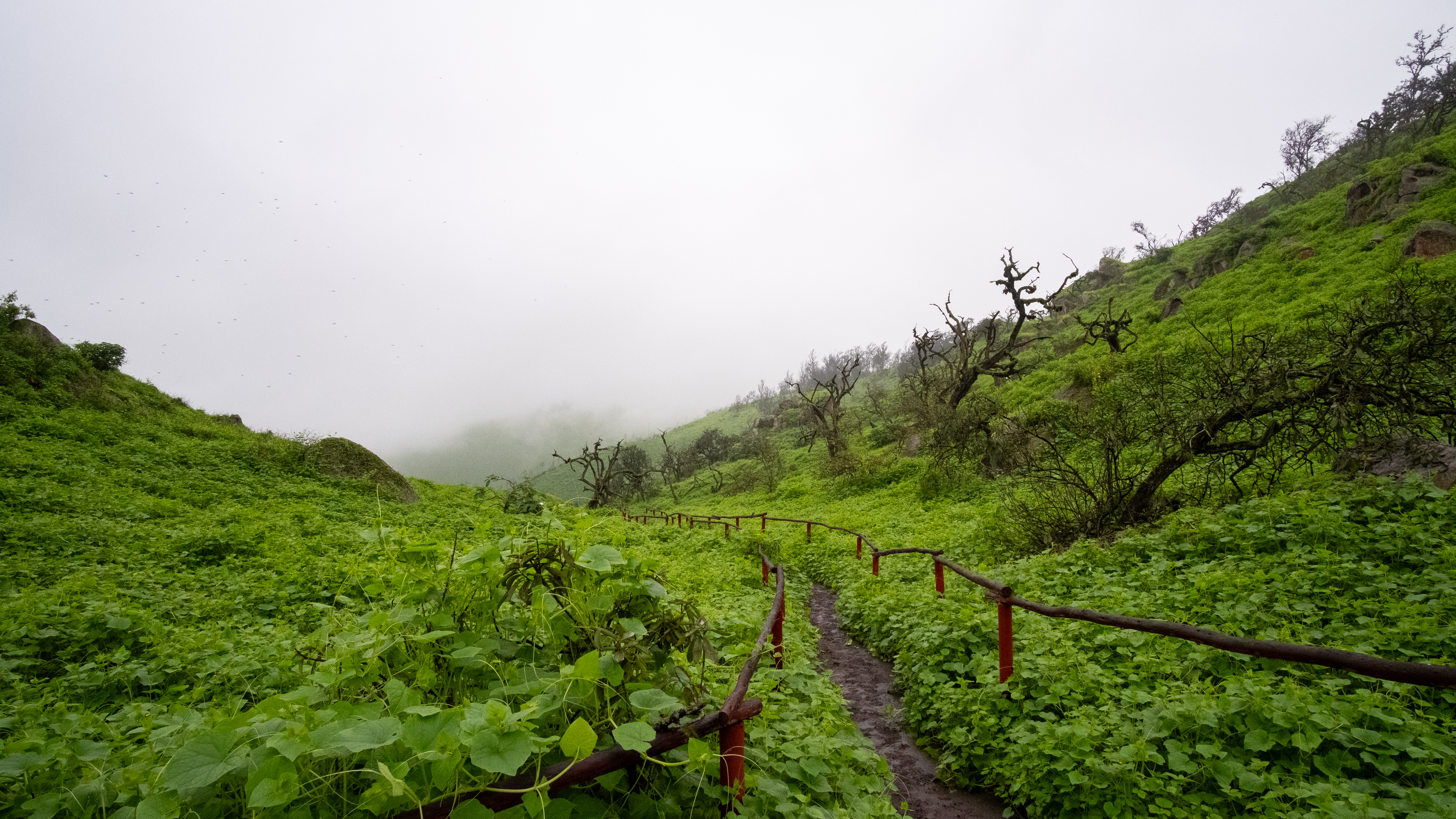
Vista de las Lomas de Lachay.

Las lomas son ecosistemas propios de la costa altamente estacional, cuya principal fuente de humedad son las nieblas adventivas provenientes del océano. Generalmente soportan rigurosas condiciones de sequedad en verano y disfrutan de la humedad de las neblinas adventivas en invierno. Es un ecosistema basado en la neblina, por lo que sólo hay verdor en los meses de invierno costero (junio a septiembre). Hay taras y muchas especies vegetales. Pueden verse aguiluchos, zorros costeños, perdices serranas, y ocasionalmente venados. No hay que confundir las Lomas de Lachay con la Reserva Nacional de Lachay. Las Lomas de Lachay, con una extensión mayor a las 60 mil hectáreas, pertenecen políticamente a los distritos de Sayán, Huaral, Chancay y Huaura. La Reserva Nacional de Lachay, con una extensión superior a las 5 mil hectáreas, pertenece únicamente al distrito de Huacho y no debe confundirse con "Las Lomas de Lachay" que es el título de toda la extensión vegetal adyacente a la Reserva.

### Baños termales de Collpa
Los Baños Termales de Collpa están catalogados como una de las fuentes de aguas medicinales más importantes del mundo. Sus aguas manantiales naturales son comparadas con las del manantial de Elizabeth de Hamburgo en Alemania. Son fuentes de aguas naturales y medicinales que se encuentran muy cerca de Lima, en la Provincia de Huaral. Estos baños termales son recomendados especialmente para personas que sufren de dolores reumáticos, de asma, de dolor de huesos, estrés y depresión. Sus aguas cálidas concentran grandes cantidades de hierro, sodio, azufre, manganeso y litio, sulfatos, entre otros minerales. Sin duda los baños termales de Collpa son recomendados para personas con estrés y ansiedad, así como para las personas que quieren mejorar su salud y tener unos días de relax.

### San Salvador de Pampas
En el proceso de visita a Rúpac, en el Distrito de Atavillos Bajo; podremos encontrar San Salvador de Pampas, un pueblo conocido como el "pueblo fantasma" debido a que quedó vacío cuando sus pobladores se mudaron a una zona cercana. Las casas están en pie, pero abandonadas. Los fines de semana se reactiva y recibe a los turistas.

### Humedales de Santa Rosa
Los Humedales de Santa Rosa, ubicado en el Distrito de Chancay; es un hermoso espejo de agua rodeado de pintorescos paisajes. Este lugar es un buen destino para relajarse y disfrutar de un ambiente tranquilo, con paseos en bote, practicar la Pesca deportiva y apreciar la flora y fauna local.

## Transporte

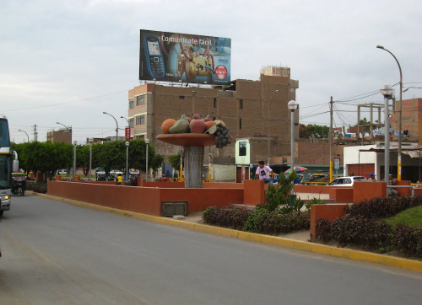
Av. Estación, cuya mediana de la avenida viene a ser la Alameda Sur.

El sistema vial y de transporte de Huaral opera de modo interconectado en dos niveles: el regional y el local y mantiene la operación de la ciudad de manera simultánea: como un núcleo de importancia de la red nacional de ciudades, como capital de la provincia y como área urbana integrada, comprendido en 2 niveles de vías
- Regional: La carretera transfiriendo la avenida los naturales, la cual comunica los distritos del este de la ciudad (Ihuarí, Sumbilca, Lampián, Atavillos bajo, San Miguel de Acos y Pacaraos) con los departamentos del centro del país (departamentos de Pasco, Junín, Huánuco y Ucayali). La carretera tiene varias ramas de penetración en cada uno de estos departamentos. Por otra parte, existe una carretera la cual traspasando la avenida estación, va rumbo al intercambio vial de la Variante de Pasamayo con la panamericana norte, la cual; una de las vías se dirige a la ciudad de Lima; la otra carretera vial va rumbo hacia los distritos y departamentos del norte del país.
- Local: Desde el punto de vista local, la ciudad posee una configuración interna cuadrática, con un sistema de vías diagonales que conectan el cercado de Huaral con los distritos de Chancay y Aucallama. Por otra parte, existe una carretera, que traspasando la avenida victoria, encontraremos una intersección de dos vías, por los cuales; la carretera vial izquierdo recorre hacia el Óvalo Río Seco en la panamericana norte, y la carretera vial derecho recorre hacia el distrito de Sayán, en la provincia de Huaura.

### Transporte interno
La situación del servicio de transporte de pasajeros que se viene brindando en el sistema vial de la ciudad, muestra que el servicio a los pasajeros se realiza principalmente mediante mototaxis. La frecuencia de viajes es por lo general diaria y ésta crece enormemente, teniendo la configuración siguiente: el 9 % está integrada por los vehículos de transporte público, el 19 % por autotaxis, el 32 % auto-colectivos y el 40 % lo cubre la línea de mototaxis. El tiempo del transporte tiene una media de 15 minutos de duración en auto.

### Transporte externo
El servicio de transporte externo e interprovincial se realiza principalmente mediante ómnibus o combis; en contados casos se utilizan automóviles, especialmente para las ciudades de Lima y Huacho.
El transporte hacia la ciudad de Lima está operado por dos empresas de transporte que operan en el terminal terrestre Z Buss y en el terminal terrestre Emmanuel. La frecuencia de viajes es por lo general diaria con un intervalo de espera de 15 minutos.

## Geografía

### Ubicación
La ciudad de Huaral es un territorio geográfico que se ubica en la provincia homónima, al norte de la capital del Perú iniciando su territorio por el lado litoral en el kilómetro 58 de la Panamericana Norte, a la mitad del "Serpentín de Pasamayo".
El territorio de la provincia abarca la franja costera comprendiendo todo el valle de Chancay hasta las altas cumbres del Vichaycocha, donde nace el Chacal o Pasacmayo "río de la luna". La capital de la provincia es la ciudad de Huaral, antiguo poblado que ha crecido con la modernidad sin perder sus características propias de la ciudad provinciana y que estando a 80 kilómetros de Lima emerge como cosmopolita sin necesidad de ser demasiado grande, contando con la mayoría de servicios y accediendo al avance de la tecnología. La ciudad de Huaral cuenta con modernos edificios, pero ninguno de ellos pasa los 7 pisos, conservando sus antiguas edificaciones, tanto en el denominado Huaral cuadrado como sus barrios antiguos donde lentamente se va reemplazando al adobe por el cemento.
La ciudad se encuentra situada en el distrito homónimo, cuyas fronteras delimitan los otros distritos que conforman la provincia de Huaral y parte de la provincia de Huaura. 
| Noroeste: Provincia de Huaura (Distrito de Huacho) | Norte: Provincia de Huaura (Distrito de Sayán) | Noreste: Distrito de Ihuarí    |
| Oeste: Distrito de Chancay                         |                                                | Este: Distrito de Sumbilca     |
| Suroeste: Distritos de Chancay y Aucallama         | Sur: Distrito de Aucallama                     | Sureste: Distrito de Aucallama |

### Clima
En Huaral, los veranos son calurosos, húmedos, áridos y nublados; los inviernos son largos, cómodos, secos y mayormente despejados. Durante el transcurso del año, la temperatura generalmente varía de 16 °C a 28 °C y rara vez baja a menos de 14 °C o sube a más de 30 °C. Por lo que Huaral tiene un clima templado durante casi todo el año.La temporada templada dura 3.0 meses, del 4 de enero al 5 de abril, y la temperatura máxima promedio diaria es más de 26 °C. El mes más cálido del año en Huaral es Febrero, con una temperatura máxima promedio de 28 °C y mínima de 21 °C. La temporada fresca dura 4.3 meses, del 9 de junio al 17 de octubre, y la temperatura máxima promedio diaria es menos de 22 °C. El mes más frío del año en Huaral es Agosto, con una temperatura mínima promedio de 16 °C y máxima de 20 °C. La cantidad de lluvia en un intervalo de 31 días en la ciudad no varía considerablemente durante el año y permanece entre 1 milímetros de 1 milímetros.

Por otro lado, la humedad percibida varía considerablemente, el período más húmedo del año dura 3.5 meses, del 31 de diciembre al 14 de abril, y durante ese tiempo el nivel de comodidad es bochornoso, opresivo o insoportable por lo menos durante el 10 % del tiempo. El mes con más días bochornosos en Huaral es Febrero, con 11.0 días bochornosos o peor, el mes con menos días bochornosos en Huaral es Setiembre, con 0.0 días bochornosos o peor.
| Parámetros climáticos promedio de Huaral | Parámetros climáticos promedio de Huaral | Parámetros climáticos promedio de Huaral | Parámetros climáticos promedio de Huaral | Parámetros climáticos promedio de Huaral | Parámetros climáticos promedio de Huaral | Parámetros climáticos promedio de Huaral | Parámetros climáticos promedio de Huaral | Parámetros climáticos promedio de Huaral | Parámetros climáticos promedio de Huaral | Parámetros climáticos promedio de Huaral | Parámetros climáticos promedio de Huaral | Parámetros climáticos promedio de Huaral | Parámetros climáticos promedio de Huaral |
| Mes                                      | Ene.                                     | Feb.                                     | Mar.                                     | Abr.                                     | May.                                     | Jun.                                     | Jul.                                     | Ago.                                     | Sep.                                     | Oct.                                     | Nov.                                     | Dic.                                     | Anual                                    |
| ---------------------------------------- | ---------------------------------------- | ---------------------------------------- | ---------------------------------------- | ---------------------------------------- | ---------------------------------------- | ---------------------------------------- | ---------------------------------------- | ---------------------------------------- | ---------------------------------------- | ---------------------------------------- | ---------------------------------------- | ---------------------------------------- | ---------------------------------------- |
| Temp. máx. media (°C)                    | 26.7                                     | 35                                       | 27.1                                     | 25.6                                     | 23.1                                     | 21                                       | 20.4                                     | 20                                       | 20.5                                     | 21.6                                     | 23.2                                     | 25                                       | 24.1                                     |
| Temp. media (°C)                         | 22.2                                     | 23                                       | 22.5                                     | 21.1                                     | 19.1                                     | 17.5                                     | 16.9                                     | 16.5                                     | 16.8                                     | 17.6                                     | 18.9                                     | 20.3                                     | 19.4                                     |
| Temp. mín. media (°C)                    | 17.9                                     | 18.6                                     | 18                                       | 16.6                                     | 15.1                                     | 14                                       | 13.4                                     | 13                                       | 13.2                                     | 13.7                                     | 14.7                                     | 15.6                                     | 15.3                                     |
| Precipitación total (mm)                 | 16                                       | 23                                       | 19                                       | 9                                        | 15                                       | 23                                       | 27                                       | 24                                       | 19                                       | 15                                       | 13                                       | 13                                       | 216                                      |
| Días de lluvias (≥ 1 mm)                 | 4                                        | 5                                        | 4                                        | 2                                        | 2                                        | 6                                        | 8                                        | 6                                        | 4                                        | 2                                        | 2                                        | 2                                        | 47                                       |
| Fuente: climate-data.org                 |                                          |                                          |                                          |                                          |                                          |                                          |                                          |                                          |                                          |                                          |                                          |                                          |                                          |

### Relieve
La ciudad se encuentra enclavada en el valle de Chancay, rodeada de colinas y montañas, y se asienta en depósitos recientes. Presenta un relieve calificado como abrupto, porque se caracteriza por estar formado por valles, además, es variado y comprende la franja costera; el valle de Chancay y las altas cumbres de Vichaycocha. La cuenca del río, de la que Huaral forma parte, tiene una pendiente media de 47.76% y alcanza alturas de hasta 5,300 m. s. n. m. 

### Hidrografía

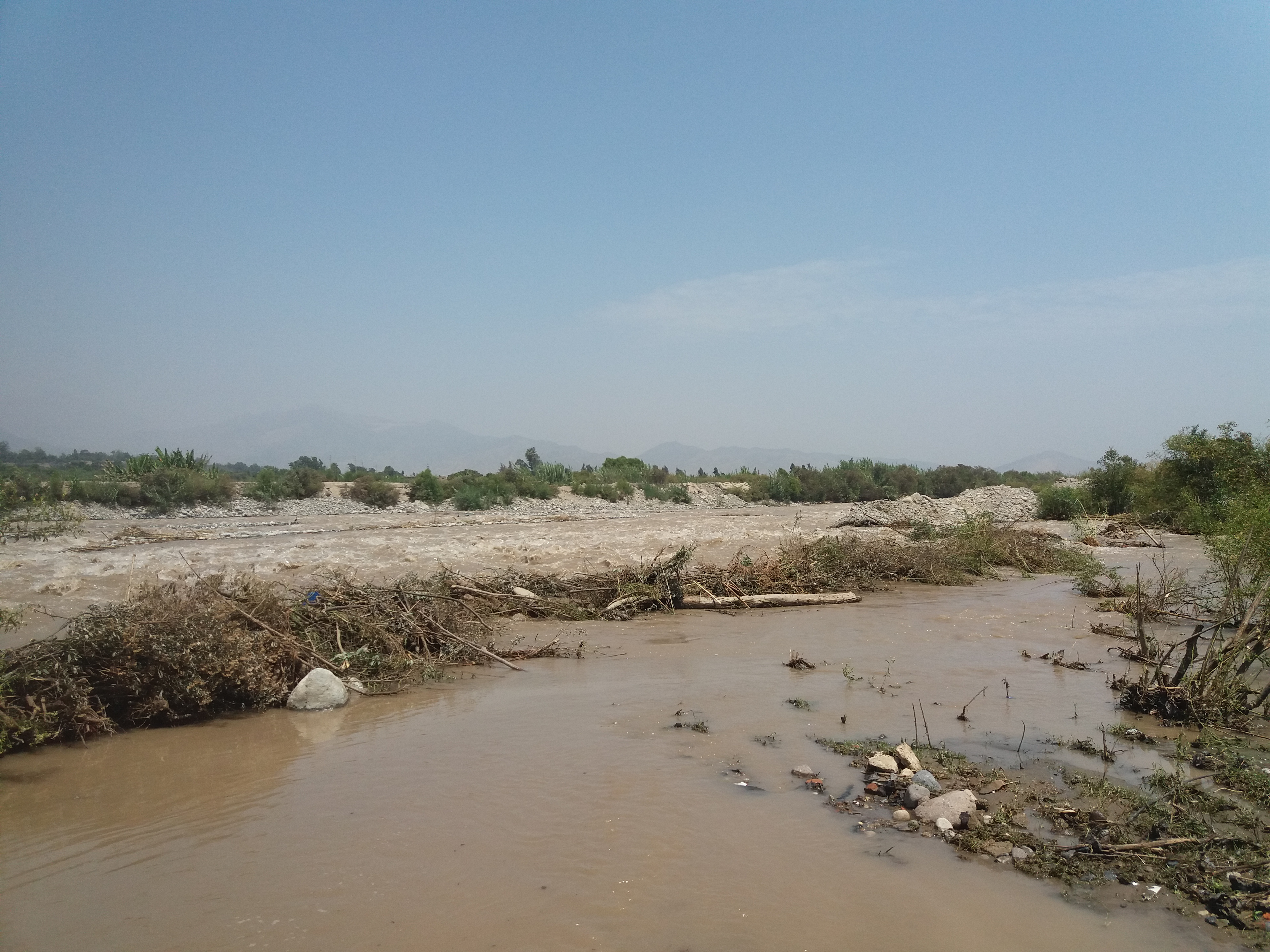
El río Chancay visto desde el puente de Aucallama.

La cuenca Hidrográfica del río Chancay, ubicada en la costa central peruana, constituye una de las cuencas más importantes de la vertiente del Pacífico, que da origen al río del mismo nombre. Desemboca en el Océano Pacífico, a unos 60 km al norte de Lima y unos 6 km al sur del distrito de Chancay. Se origina en la confluencia del río Vichaycocha y el río Chicrín y recibe, a lo largo de su recorrido, los aportes de las unidades hidrográficas tributarias que a continuación se describen: el primer aporte es de la unidad hidrográfica del río Baños, descrito líneas arriba en la parte alta de la cuenca, más tarde recibe los aportes de las unidades hidrográficas de los ríos Carac, Añasmayo, Huataya y Orcón.

## Población
La ciudad de Huaral tiene una población mayoritariamente mestiza. Sin embargo, existen importantes colonias de minorías, producto de las migraciones. El crecimiento que ha tenido la ciudad en las últimas décadas, al igual que varias de las ciudades de la costa del departamento, ha sido en gran parte debido a los siguientes factores: al inicio del proceso nacional de urbanización de los años 60; al terremoto de Huaraz en 1970, gran causante de corrientes migratorias hacia las provincias del norte del departamento de Lima.
En Huaral, la población mestiza se encuentra en la mayoría de los distritos y comunidades, y ha influenciado en la cultura local, las costumbres, las tradiciones y la gastronomía. La población mestiza de Huaral también ha contribuido a la historia y al desarrollo económico de la región. Por otro lado; las colonias de minorías están representadas principalmente por comunidades campesinas y étnicas. Estas comunidades, que se encuentran en varios distritos de la provincia, tienen sus propias identidades culturales y prácticas tradicionales. 
En la ciudad, como la mayoría de las ciudades costeras del País, no ha sido ajena al proceso migratorio de los pobladores del interior del Perú que a partir de los 60 empezaron a llegar a nuestra ciudad para posesionarse de su entorno formando los Pueblos Jóvenes, asentamientos Humanos, centros Poblados, etc. Muchos de los cuales nacieron como producto de las invasiones. 
De acuerdo al censo de 2017, Huaral tenía una población de 99 915 habitantes.
| Gráfica de evolución demográfica de Huaral entre 1940 y 2017 |
|                                                              |
| Según los censos de población del 2017.                      |

## Cultura y sociedad

### Literatura
Huaral es cuna de personajes ilustres que han destacado en diversos campos, como es el caso de la literatura, tales como Jorge Ortiz Dueñas, máximo exponente de la literatura huaralina; autor de “La voz menuda” (1945), “Las plumas del nido” (1982) y “Poesías completas” (2002) que constituyen dos vértices primordiales en la lírica huaralina y peruana dirigida a los niños; Jorge Montalvo Cortez, autor del Álbum de Oro Huaralino; Julián Rodríguez, escritor prolífico, autor de innumerables obras literarias y ganador de un premio nacional de novela, que sobresale actualmente a nivel nacional e internacional y ha tomado la posta de los patriarcas de la literatura del Norte Chico; Alberto Colán Falcón, escritor de cuentos, mitos y leyendas además recopila en la revista Identidad, editada por el, la historia del pueblo desde sus inicios; en su producción literaria se destaca el libro de cuentos El callejón de las ánimas y otros cuentos y El fantasma del campanario.
Cabe mencionar también al gran maestro Andrés Mármol Castellanos, notable educador y arqueólogo, propulsor de la educación en Huaral, quien marcara un hito al fundar el Colegio Moderno, del que salieron profesionales importantes que serían piezas claves para el desarrollo de la provincia.

### Religión

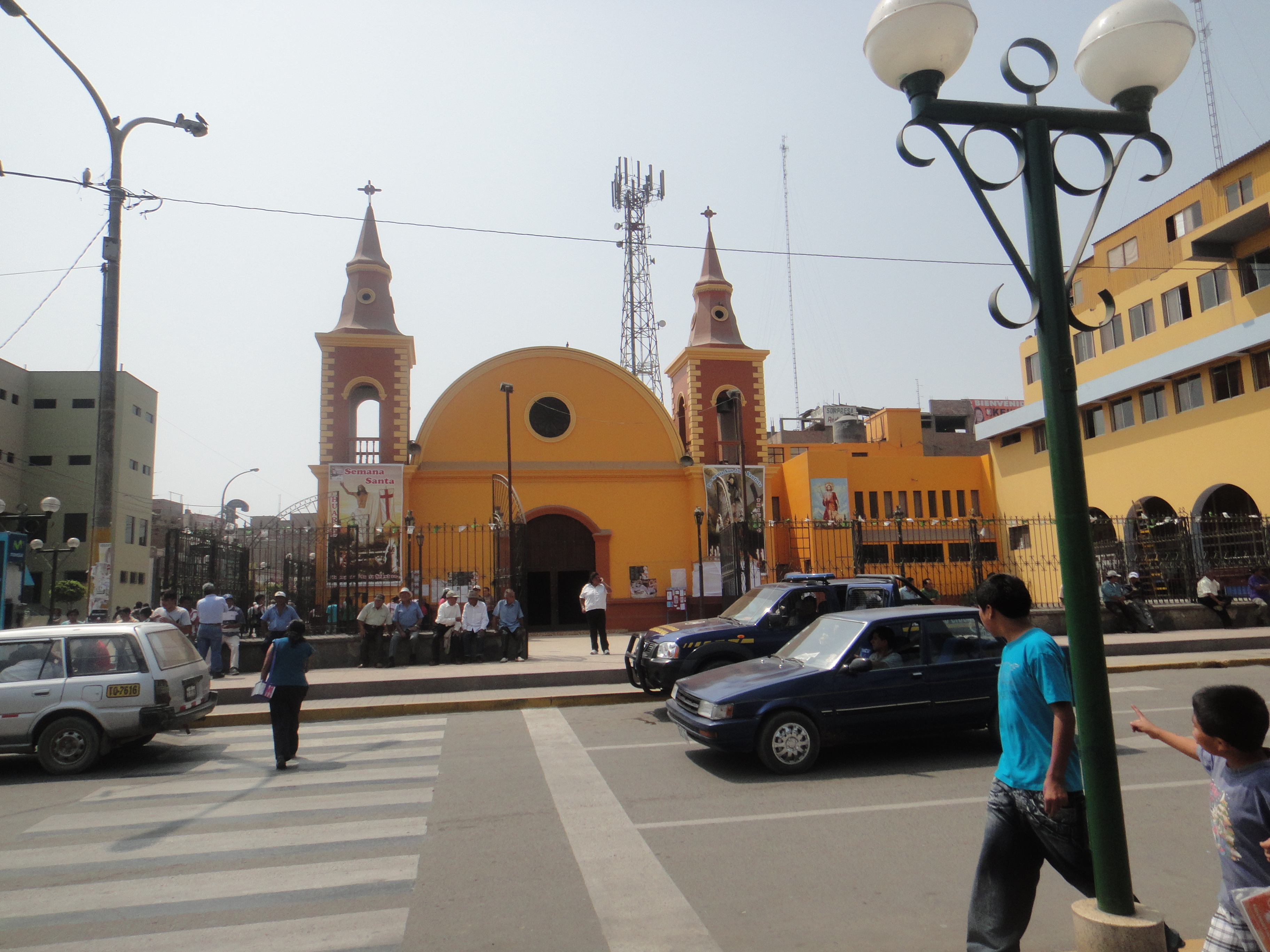
Iglesia San Juan Bautista de Huaral, adyacente a la Municipalidad Provincial en la Plaza mayor.

En la ciudad la religión predominante es el catolicismo, sobre todo como costumbre local heredada de la cultura española. En este ámbito existen diferentes congregaciones de profesan la fe cristiana como las iglesias Evangélicas, metodistas, adventistas, bautistas, y otras. Todas estas congregaciones tienen sus templos en diferentes partes de la ciudad.

### Gastronomía
Huaral como en otras partes del Perú la gastronomía se basa en los ingredientes que se producen en el lugar, ya que ofrece platillos en demasía para el deleite desde siempre. Su oferta gastronómica, se basa en insumos de muy buena calidad y una herencia cultural producto del mestizaje huaralino.

#### Chancho al Palo
El chancho al palo es un platillo tradicional que tiene sus orígenes en el Perú, en concreto en la ciudad de Huaral, durante la década de los ochenta. La historia relata que esta exquisita receta fue creada por la familia Ramírez, quienes eran apasionados de la comida campestre. En cada ocasión especial, ya fuera un cumpleaños u otro evento, preparaban este plato de una manera única, modificando el método tradicional de asar carne al palo. En su lugar, optaron por abrir el cerdo, retirar los huesos y hacer cortes cuadriculados en la piel, lo cual reducía significativamente el tiempo de cocción de 8 horas a solo 3.

#### Sopa García

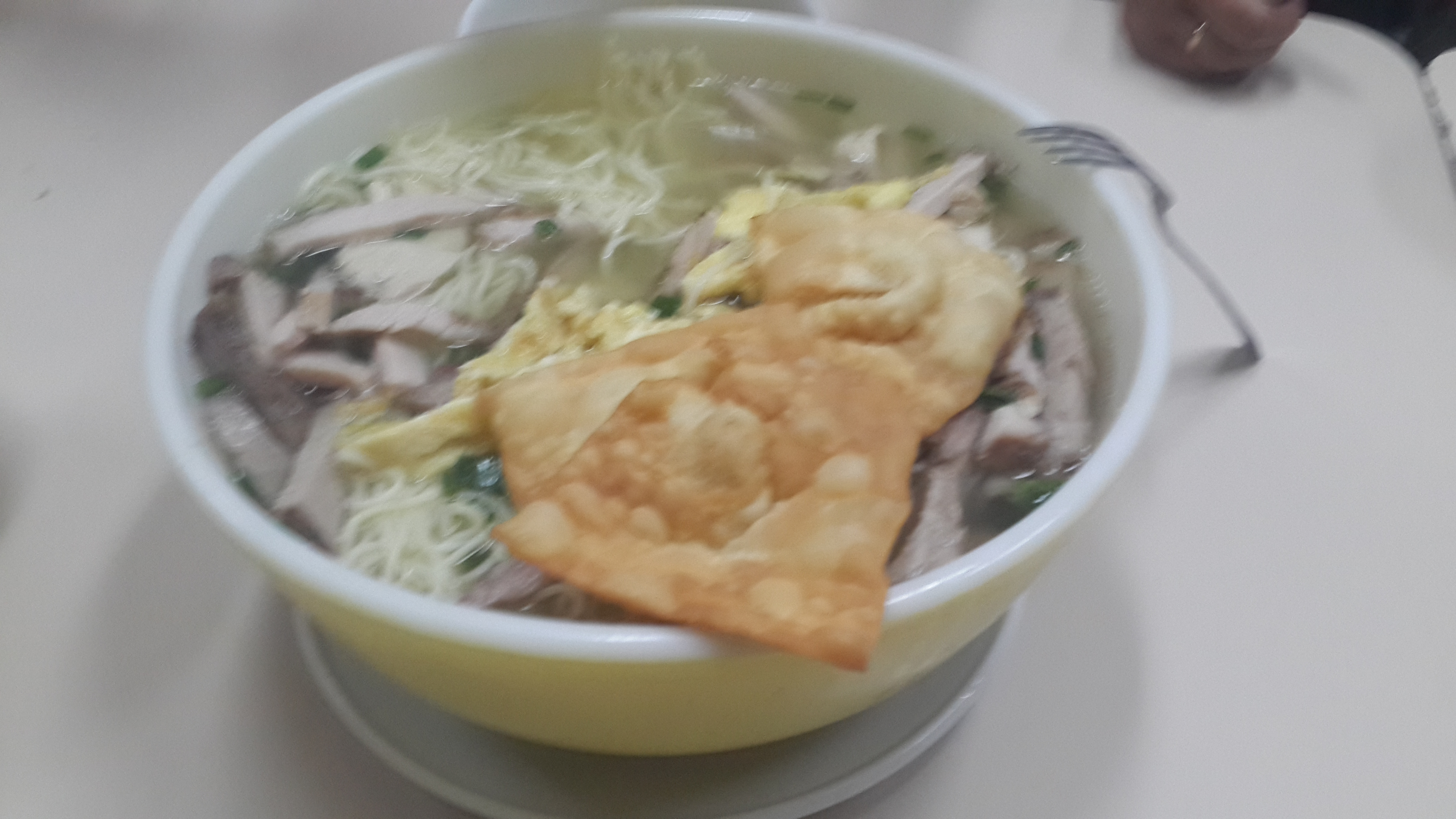
Sopa García, variación de Sopa Wantán.

La  Sopa García es un entrante típico que es preparado a base del clásico caldo de gallina. Suele servirse acompañado de trozos de gallina, chancho asado, wantán frito, fideos, tortilla de huevos y huevos de codorniz.

#### Otros platos de la gastronomía local:
- Chicharrones.[30]
- Pato en ají.[31]
- Chicharrón de cuy.[32]
- Chicharrón de conejo.[33]
- Ceviche de pato.[34]

## Política

### Administración municipal
No existe un órgano de gobierno de la ciudad como tal y su autoridad no está restringida a la ciudad. Huaral se encuentra englobada en la provincia homónima, que se subdivide en doce distritos. Por lo que, la autoridad local es la Municipalidad provincial de Huaral. Cada uno de los doce distritos sobre los que se extiende la provincia, tiene su propia municipalidad distrital, que tiene competencia sobre su propio distrito; no obstante, tienen también una obligación de coordinación con la municipalidad provincial. El actual alcalde de la ciudad es Fernando José Cárdenas Sánchez.

### Funcionarios municipales
La Municipalidad Provincial de Huaral tiene una serie de funcionarios que desempeñan diferentes roles en la administración local. Entre ellos se encuentra el Alcalde Provincial, así como regidores, gerentes, jefes de oficina y subgerentes, entre otros, las cuales cumplen la función de realizar acciones específicas, tales como el mantenimiento y cuidado de las vías tradicionales de la ciudad, la planificación de actividades ceremoniales en la plaza de armas y la ejecución de obras públicas en la ciudad y en los centros poblados del distrito.

## Servicios públicos

### Servicios gratuitos

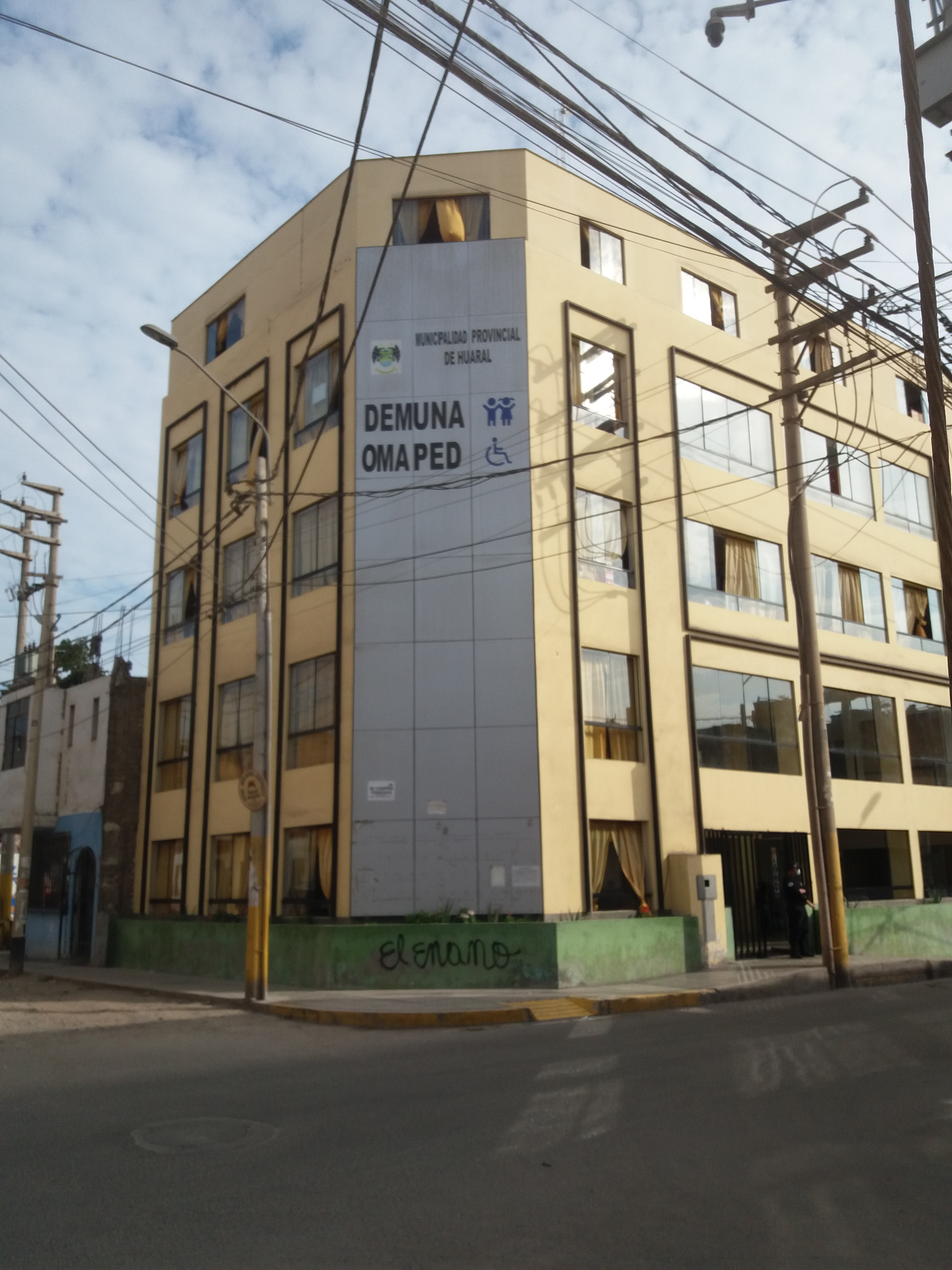
Sede de la Defensoría Municipal del Niño y del Adolescente (DEMUNA).

La ciudad cuenta con sedes y servicios gratuitos de parte de la Municipalidad Provincial de Huaral, que ofrecen atención a la población; tales como la Casa de la Juventud, la Defensoría Municipal del Niño y del Adolescente (DEMUNA), la Gerencia de Desarrollo Social, la Gerencia de Gestión Ambiental, la Gerencia de Seguridad Ciudadana y la Gerencia de Transporte, tránsito y Seguridad Vial. Estas sedes ofrecen atención al público de lunes a viernes en horarios de 8:00 a. m. a 5:00 p. m.

### Salud

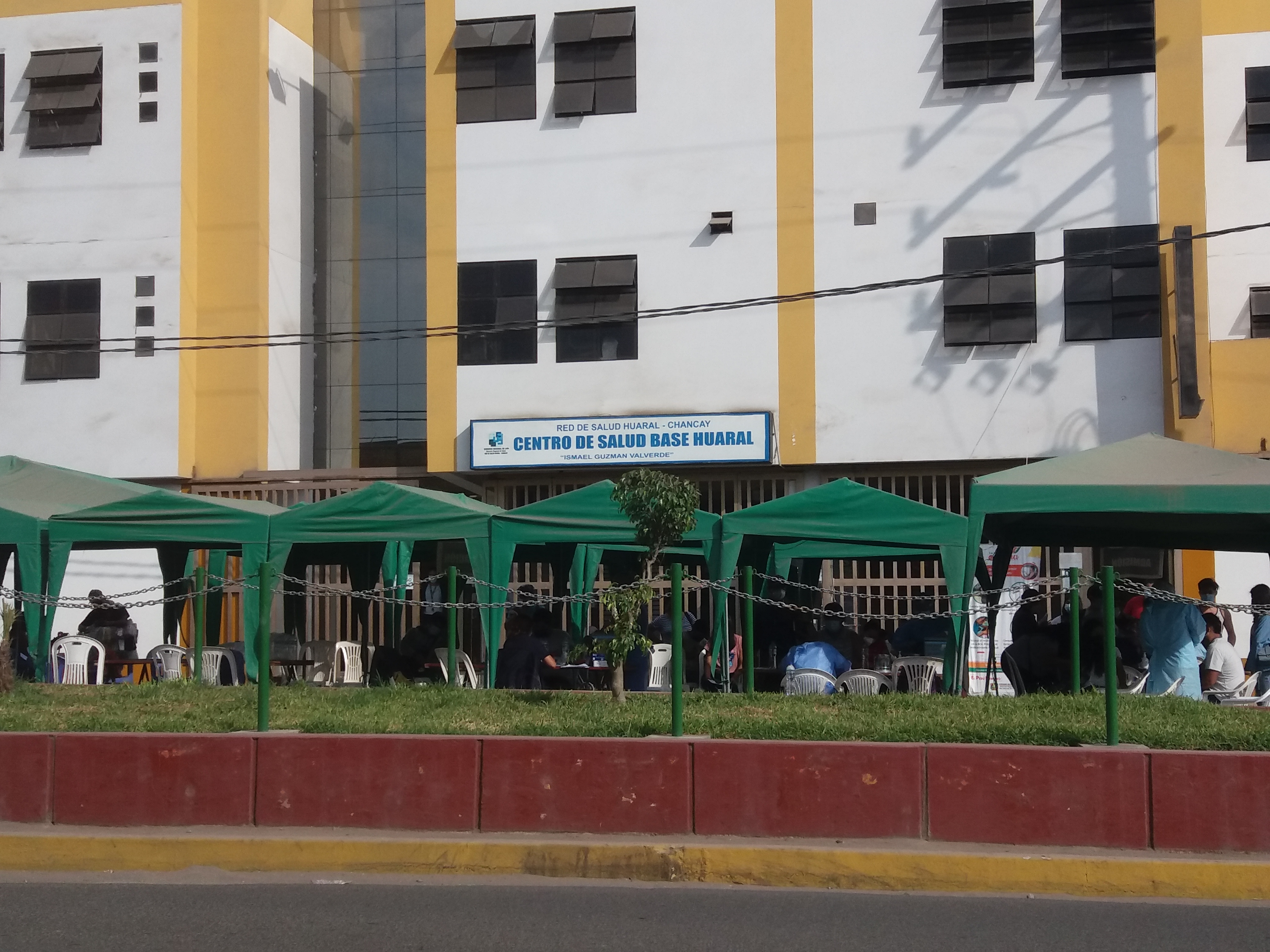
El Centro de Salud Base Huaral.

La infraestructura de salud de la ciudad de Huaral comprende la Red de Salud Huaral-Chancay, establecimiento perteneciente al Ministerio de Salud (MINSA) que presta servicios de alta especialización diversificada. Atiende a la población urbana y rural. Por motivos de la cantidad de población, el Hospital Regional "San Juan Bautista" se encuentra dentro de la ciudad y es el hospital más frecuente de toda la población.
EsSalud, una Posta Médica y seguro social; Innova Salud y Teresalud, son policlínicos y centros Integrados de Salud, ubicados al frente de la plaza centenario, que prestan atención primaria de salud a la población.

## Deporte

### Fútbol
El deporte más popular en la ciudad, al igual que en todo el país es el fútbol. El equipo más tradicional y querido de los huaralinos es el Unión Huaral, que fue campeón de la Primera División en dos oportunidades en 1976 y 1989. De los equipos de provincias, Unión Huaral es uno de los más emblemáticos. Dos veces campeón del fútbol peruano y con tres participaciones en Copa Libertadores. Pedro Ruiz La Rosa, más conocido como "Pedrito Ruiz", es el ídolo máximo del Unión Huaral, club con el que ganó el campeonato nacional de 1976 y un subcampeonato en 1974. Asimismo, Pedrito, uno de los personajes más queridos de Huaral, jugó por Defensor Lima, Sporting Cristal y Juan Aurich y fue seleccionado peruano.

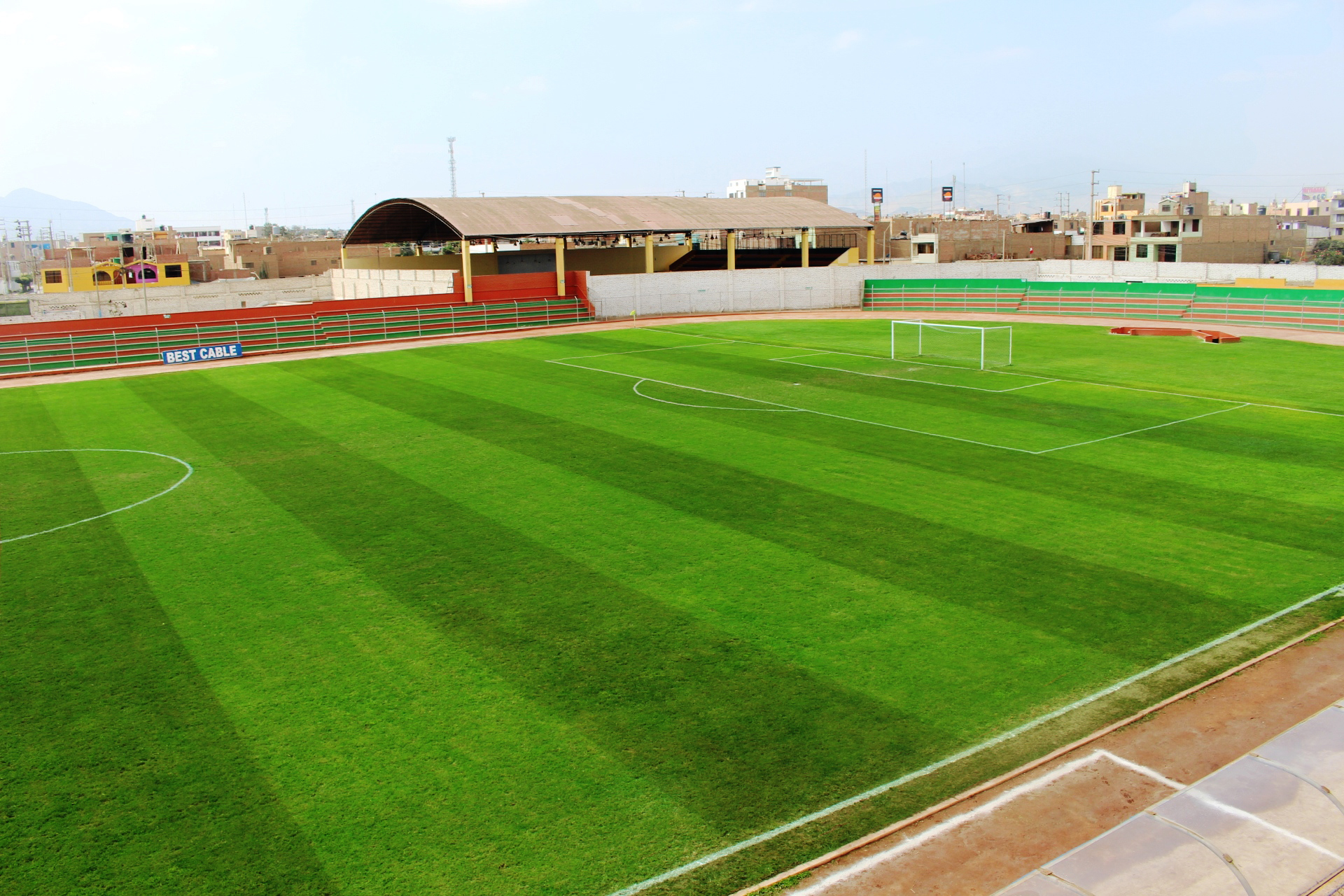
Vista oriental desde la tribuna del Estadio Julio Lores Colán.

| Clubes de Fútbol   |                          |                   |                  |
| Equipo             | Fundación                | Estadio           | Liga             |
| Unión Huaral       | 20 de septiembre de 1947 | Julio Lores Colán | Segunda División |
| Social Huando      | 6 de julio de 1950       | Julio Lores Colán | Copa Perú        |
| Juventud Naturales | 9 de mayo del 2010       | Julio Lores Colán | Primera División |

### Escenarios deportivos
Entre los escenarios con los que cuenta la ciudad para la práctica del fútbol, atletismo y entre otros podemos mencionar al Estadio Julio Lores Colán, con capacidad para 5.692 espectadores. Allí se celebran eventos futbolísticos y atléticos. Se denomina Julio Lores Colán, y ha sido sede de eventos oficiales de la Liga Peruana de Fútbol. También existe una instalación deportiva cubierta: el Coliseo cerrado Campeones de Huaral, usado principalmente para la práctica del voleibol y baloncesto.

## Economía
La economía de la ciudad está sustentada principalmente en los siguientes rubros económicos: La industria, la agricultura, el comercio, los servicios y el turismo, cuya configuración geográfica se ubican las actividades comerciales, de servicio y de atención financiera en el centro cuyos cordones industriales, se han trasladado a las zonas periféricas.

### Industria
Huaral se caracteriza por una importante actividad industrial localizada en los distritos de Chancay y Huaral ligados a los procesos industriales de pescado y los sectores agroindustriales respectivamente. El distrito de Huaral es conocido por su producción agrícola, incluyendo cultivos como la papa, maíz y algodón, lo que sustenta una industria agroindustrial significativa en la zona. Además, se planea la creación de un parque industrial de última generación en Huaral, lo que impulsaría la industria pesada y la innovación en el campo minero.

### Agricultura

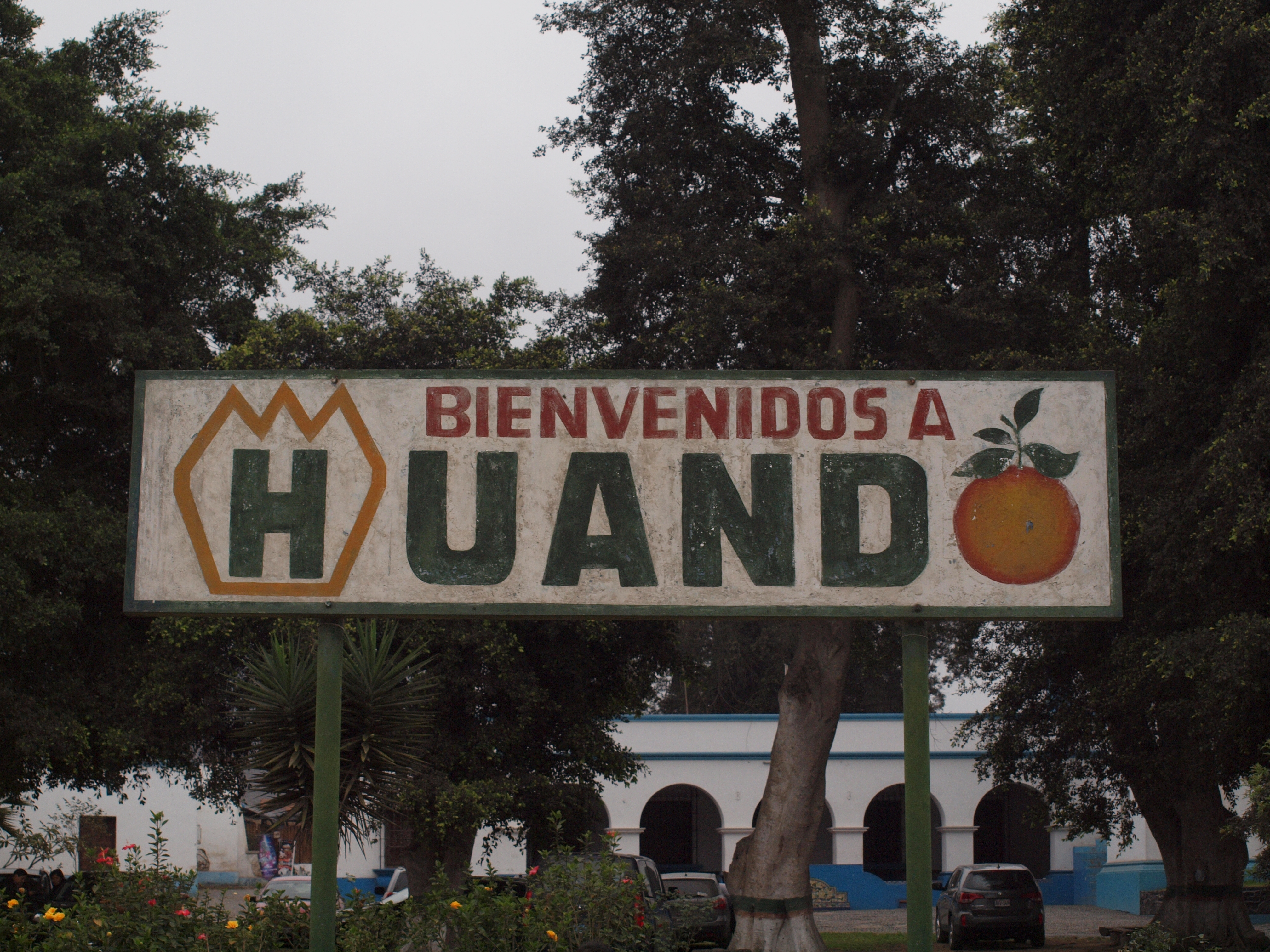
Cartel de bienvenida a Huando, donde se aprecia una naranja Huando, símbolo del lugar.

Ha sido denominada como la capital de la agricultura y considerada una de las despensas de Lima por su gran producción de productos agrícolas de panllevar. También fue conocida por la producción de las naranjas Huando, en la hacienda del mismo nombre, hasta la segunda mitad del siglo XX, así como de otros frutales, como la uva.
En algunos distritos, se utilizan métodos de riego por gravedad y abonos naturales, como guano, fertilizantes o agroquímicos en casos de plagas resistentes; también se realizan capacitaciones para los agricultores de Huaral para mejorar sus conocimientos y habilidades en la producción de cultivos como melocotones, chirimoyas y paltas.
Destaca también la producción de algodón y caña de azúcar, así como tubérculos diversos y trigo, frutales como manzanas, mandarinas, paltas, mangos, fresas y naranjas. En cuanto a la ganadería, se cría ganado vacuno, equino, porcino y ovino, según la zona.

### Comercio
Las actividades de servicios, con inclusión de actividades económico-financieras se ubican mayormente en el cercado de Huaral que comprende la zona de intercambio comercial donde se concentran los edificios públicos principales, bancos, centros comerciales, entre otros a lo largo de las principales avenidas de circulación de la ciudad, y el centro de la ciudad incluyendo las áreas del mercado central y los alrededores de la Plaza Principal de Huaral. 

### Turismo urbano
El turismo en Huaral incluye actividades y destinos dentro de la ciudad, así como atracciones cercanas que complementan la experiencia. La ciudad de Huaral cuenta con establecimientos de servicios turísticos como hoteles, restaurantes, discotecas, karaokes, pubs, centros comerciales, bodegas, entre otros. Además, se puede explorar la cultura local, la gastronomía, y disfrutar de eventos festivos. 
Aunque fuera de la ciudad; dentro de la provincia encontramos muchos sitios turísticos para visitar; aunque algunos atractivos turísticos se ubican cerca de la ciudad como la hacienda Huando. 

## Ciudad hermana
- Chancay, Perú